# La Sagrada Família (Sant Martí de Tous)
La Sagrada Família és un edifici religiós del municipi de Sant Martí de Tous (Anoia) protegit com a bé cultural d'interès local.

## Descripció
L'estructura correspon a una planta de creu llatina amb els dos extrems laterals poligonals. La part de l'altar es troba a un nivell superior. Els dos extrems laterals es desenvolupen al darrere, entorn de l'altar. Aquestes dues capelletes estan al mateix nivell de l'altar, o sigui, a un nivell més alt de la nau principal i es comuniquen entre si, tenen dues finestres laterals i una de central i també dues portes apuntades. L'exterior presenta contraforts i banquets laterals sota les finestres i entre els contraforts.